# August Ludwig Gottlob Krehl
August Ludwig Gottlob Krehl (* 2. Februar 1784 in Eisleben; † 14. August 1855 in Leipzig) war ein deutscher evangelischer Theologe und Hochschullehrer.

## Leben

### Familie
August Ludwig Gottlob Krehl war der Sohn des Theologen Gottlieb Ludolph Krehl und dessen Ehefrau Eva Susanne († 1816), der ältesten Tochter des Auditeurs Johann Constantin Ziegra in Sangerhausen; er hatte noch sechs Geschwister. Eine seiner Schwestern war mit dem Arzt der Berliner Charité, Karl Georg Neumann, verheiratet.
Er war seit dem 20. Mai 1816 in Dresden mit Caroline Friederike Louise (* 5. Februar 1797 in Göttingen; † 17. Juli 1873 in Neustadt bei Dresden), der Tochter des Theologen Christoph Friedrich von Ammon, verheiratet; gemeinsam hatten sie mehrere Kinder, zu diesen zählte unter anderen der spätere Orientalist Ludolf Krehl.
Seine Enkel waren der Mediziner Ludolf Krehl und der Musikwissenschaftler Stephan Krehl.

### Werdegang
Krehl besuchte die Fürstenschule Schulpforta in Schulpforta. Er immatrikulierte sich zu einem Theologiestudium an der Universität Wittenberg und setzte das Studium 1803 an der Universität Leipzig fort; dort promovierte er 1830 mit seiner Dissertation E momento resurrectionis Jesu Christi in institutione apostolica zum Dr. theol. Nach Beendigung des Studiums war er von 1811 bis 1814 Professor für Moral und Geschichte am Königlich-Sächsischen Pageninstitut Dresden (siehe Kadettenanstalt #Sachsen) und von 1814 bis 1821 Professor an der Ritterakademie im Palais Wackerbarth in Dresden. Ab 1821 war er Pfarrer der Kirchengemeinde St. Afra in Meißen und Professor für hebräische Sprache an der Landesschule Meißen (siehe Sächsisches Landesgymnasium Sankt Afra). 
1834 wurde Krehl ordentlicher Professor für praktische Theologie an der Theologischen Fakultät der Universität Leipzig und Universitätsprediger an der Paulinerkirche Leipzig; später wurde er auch Direktor des Homiletischen Seminars in Leipzig. Von 1846 bis 1847 amtierte er als Dekan der Fakultät. Zu seinen Studenten zählten unter anderen der spätere Superintendent und Kirchenhistoriker Bernhard Spiegel und der Theologe Richard Adelbert Lipsius. 1853 erfolgte seine Emeritierung.
Krehl verfasste einige Kirchenlieder, die unter dem Namen A. L. G. Krehl veröffentlicht wurden.

## Mitgliedschaften
Krehl war Mitglied der historisch-theologischen Gesellschaft zu Leipzig sowie der Deutschen Morgenländischen Gesellschaft.

## Schriften (Auswahl)
- Gebete. Dresden, 1818.
- als Herausgeber: Prisciani Caesariensis Grammatici Opera (Werkausgabe des Grammatikers Priscian)
  - Band 1. Leipzig: Weidmann, 1819 (Digitalisat).
  - Band 2. Leipzig: Weidmann, 1820 (Digitalisat).
- Ueber die Glaubensspaltungen in der evangelischen Kirche: Predigt am Reformationsfeste 1826 in der St. Afra Kirche zu Meißen gehalten. Hartmann, Leipzig 1826 (Digitalisat).
- Beicht- und Communionbuch für Evangelische Christen. Meißen 1829.
- De momento resurrectionis Jesu Christi in institutione apostolica. Meissen 1830 (Digitalisat).
- Ueber Presbyterien und Ephoralsynoden: Ein Bedenken, offen und unbefangen ausgestellt. Arnold, Dresden 1832 (Digitalisat).
- Evangelisches Predigtbuch auf alle Sonn- und Festtage des ganzen Kirchenjahres. 2. Auflage, Meißen 1841 (Digitalisat).
- Neu-Testamentliches Handwörterbuch zur Darstellung der christlichen Glaubens- und Sittenlehre für Prediger der evangelischen Kirche. Leipzig 1843 (Digitalisat).
- Der Brief an die Römer: Ausgelegt. Köhler, Leipzig 1845 (Digitalisat).
- Symbolae ad theologiam N.T. Leipzig 1845 (Digitalisat).
- Thomas von Kempen Nachfolge Christi für Evangelische Christen. Leipzig 1845 (Digitalisat).
- Evangelischer Glaubensschild, oder vergleichende Darstellung der Unterscheidungslehren der beiden christlichen Hauptkirchen. Leipzig 1851.